# Campanula mairei
Campanula mairei är en klockväxtart som beskrevs av Carlos Pau och René Charles Maire. Campanula mairei ingår i släktet blåklockor, och familjen klockväxter. IUCN kategoriserar arten globalt som sårbar.
Artens utbredningsområde är Marocko. Inga underarter finns listade i Catalogue of Life.